# Steatoda truncata
Steatoda truncata là một loài nhện trong họ Theridiidae.
Loài này thuộc chi Steatoda. Steatoda truncata được Arthur T. Urquhart. miêu tả năm 1888.